# Tifón Goni

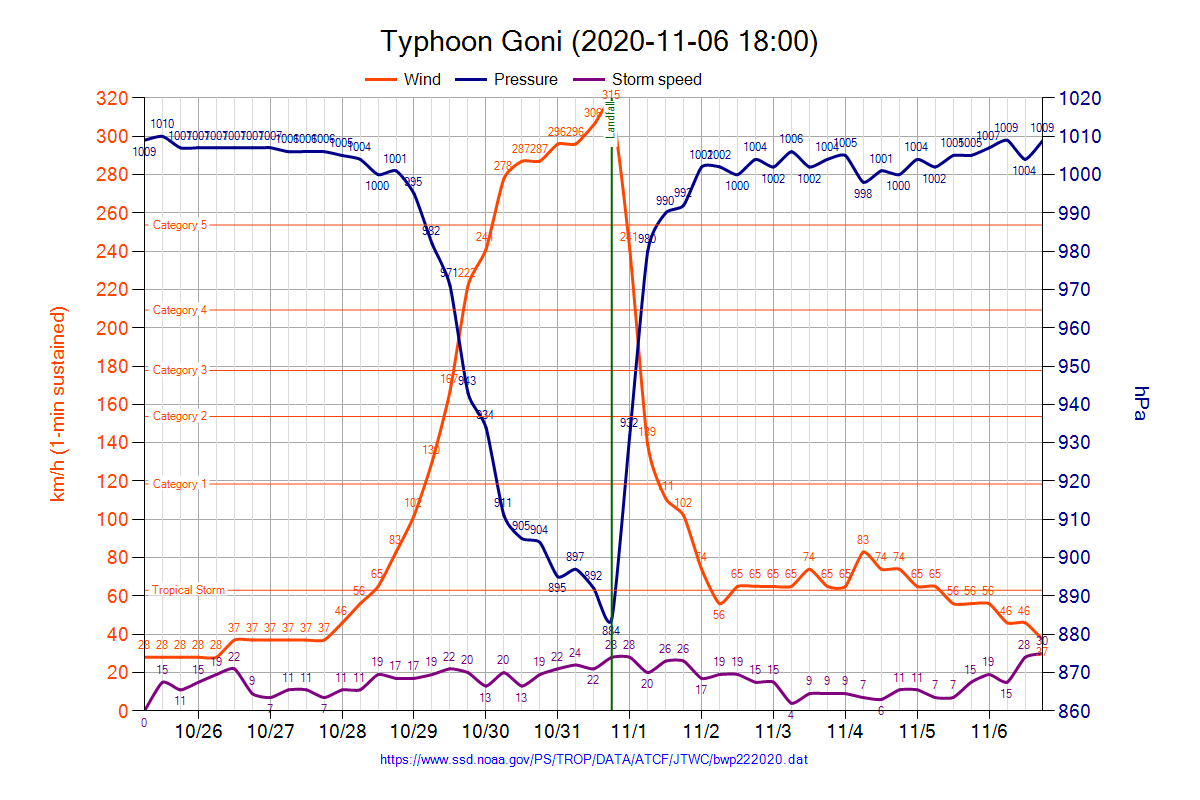

El tifón Goni, conocido en Filipinas como tifón Rolly o supertifón Rolly (designación internacional: 2019, designación JTWC: 22W), es un supertifón equivalente a categoría 5, pequeño pero muy poderoso, que se acerca a Filipinas. Goni, la decimonovena tormenta nombrada, el noveno tifón y el segundo súper tifón de la temporada de tifones del Pacífico de 2020, se originó como una depresión tropical al suroeste de Guam el 26 de octubre de 2020. Luego, el 27 de octubre recibió el nombre de tormenta tropical Goni. Al día siguiente, Goni se intensificó explosivamente sobre el mar de Filipinas, convirtiéndose en un supertifón equivalente a categoría 5 el 30 de octubre. Goni mantuvo su fuerza de categoría 5 durante más de un día, antes de tocar tierra. en Catanduanes como un tifón extremadamente poderoso, con vientos sostenidos de 10 minutos de 220 km/h (140 mph, 120 kts) y una presión central mínima de 884 hPa (mbar; 26,72 inHg). Es el ciclón tropical más fuerte observado en todo el mundo en lo que va de 2020 y uno de los ciclones tropicales más intensos registrados.

## Historia meteorológica

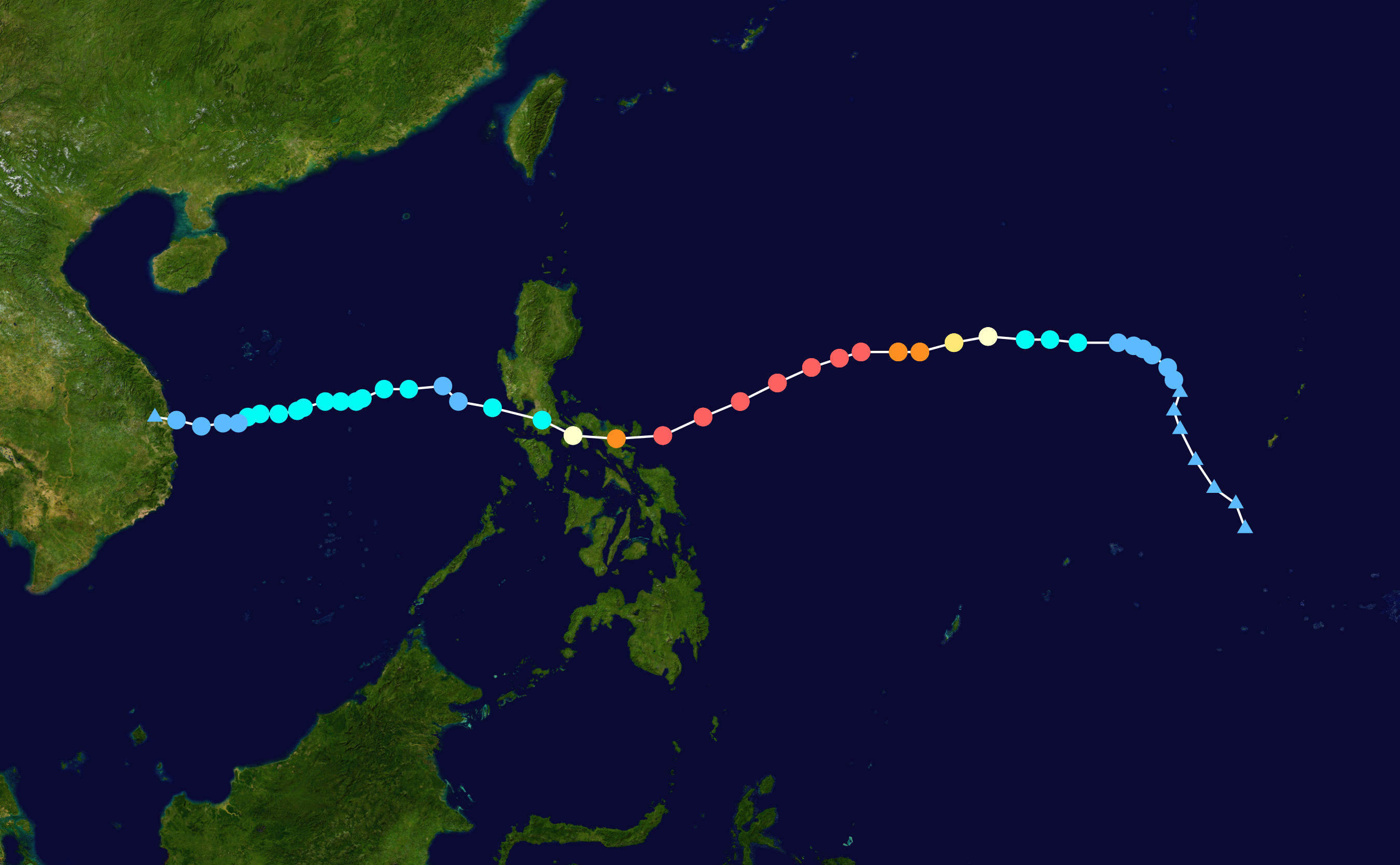
Mapa que traza la trayectoria y la intensidad de la tormenta, de acuerdo con la escala de huracanes de Saffir-Simpson

Después de que el tifón Molave devastó Filipinas, la Agencia Meteorológica de Japón (JMA) anunció la formación de una nueva depresión tropical en el Océano Pacífico, al oeste de las Islas Marianas, el 27 de octubre de 2020. Dada su proximidad al Área de Responsabilidad de Filipinas, junto con su trayectoria pronosticada hacia el oeste, la PAGASA también comenzó a emitir avisos sobre el sistema recién formado. Al día siguiente, el Centro Conjunto de Advertencia de Tifones (JTWC) también había seguido y mejorado el sistema hasta convertirlo en una depresión tropical. La tormenta tuvo una buena salida y estructura a medida que se acercaba al Área de Responsabilidad de Filipinas.
A medida que el sistema continuaba su seguimiento hacia el oeste en condiciones favorables en el Océano Pacífico, la Agencia Meteorológica de Japón (JMA) y Centro Conjunto de Advertencia de Tifones (JTWC) actualizaron el sistema a tormenta tropical, y la Agencia Meteorológica de Japón (JMA) asignó el nombre Goni a la tormenta que se intensificaba. El PAGASA siguió con una actualización a una tormenta tropical severa unas horas más tarde. Debido a las cálidas aguas que rodean la tormenta, el sistema experimentó una intensificación explosiva y se convirtió en un tifón. El 29 de octubre, a las 9:30 UTC, Goni ingresó al PAR y fue nombrado Rolly por la PAGASA. A las 18:00 UTC, Goni se había intensificado hasta convertirse en un tifón equivalente a la categoría 4, con vientos sostenidos de 1 minuto a 120 nudos (220 km/h; 140 mph). El sistema fue declarado súper tifón por el Centro Conjunto de Advertencia de Tifones (JTWC) unas horas más tarde, el segundo súper tifón de la temporada, antes de que se intensificara en el primer súper tifón equivalente a categoría 5 de la temporada a las 06:00 UTC del 30 de octubre.
Después de someterse a un breve ciclo de reemplazo de la pared del ojo el 31 de octubre, que es típico de una tormenta de tal intensidad, se reanudó la intensificación, con el Centro Conjunto de Advertencia de Tifones (JTWC), Agencia Meteorológica de Japón (JMA) y la Rama de Análisis de Satélites evaluando los números T de la técnica Dvorak de 8.0, el más alto en la escala. Sobre esta base, el Centro Conjunto de Advertencia de Tifones (JTWC) estimó vientos sostenidos de 1 minuto de 315 km/h (195 mph), empatando con el tifón Haiyan en 2013 y el tifón Meranti en 2016 como los más altos estimados de manera confiable en el hemisferio oriental. Mientras tanto, la Agencia Meteorológica de Japón (JMA) estimó una presión barométrica central de 905 hPa (mbar; 26,72 inHg). A las 20:50 UTC del 31 de octubre, Goni tocó tierra en Bato, Catanduanes en Filipinas en su máxima intensidad. Con vientos sostenidos de 1 minuto, esto convirtió a Goni en el ciclón tropical más fuerte que jamás haya tocado tierra en cualquier parte del mundo.

## Preparaciones

### Filipinas

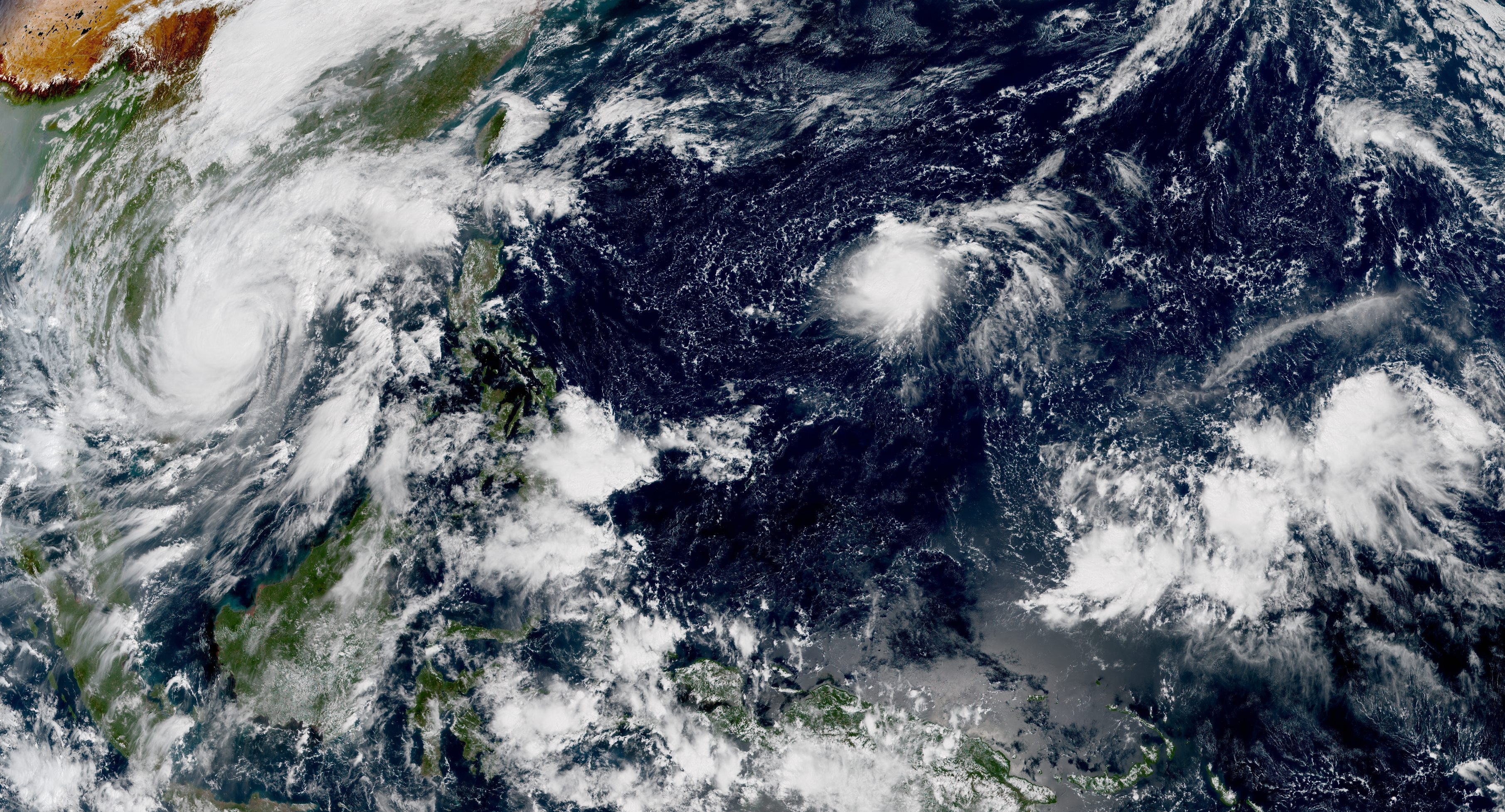
De izquierda a derecha; El tifón Molave, la tormenta tropical Goni y el precursor de la tormenta tropical Atsani (abajo a la derecha) el 28 de octubre de 2020.

El Consejo Regional de Gestión y Reducción del Riesgo de Desastres de Bicol (RDRRMC) emitió una política de prohibición de navegación que se implementó el 29 de octubre. La Guardia Costera de Filipinas dejó de otorgar permisos de viaje a los barcos que se dirigían a la isla Polillo. El 30 de octubre a las 8:00 PHT (0:00 UTC), las autoridades de Quezón colocaron a la provincia en alerta roja en preparación para la tormenta, que requiere que los equipos de operación y monitoreo estén disponibles en todo momento mientras el tifón empeora. Al mismo tiempo, el Equipo de Manejo de Incidentes de Camarines Norte comenzó a evacuar a 35,000 familias, alrededor de 159,000 personas, de áreas de alto riesgo, incluidas aldeas costeras dentro de la capital de la provincia, Daet. El mismo día, la NDRRMC emitió una alerta roja a nivel nacional en preparación para el impacto de la tormenta.
El Instituto de Investigaciones de Medicina Tropical, uno de los laboratorios de pruebas de muestras de COVID-19 más grandes del país, anunció una suspensión temporal de operaciones el 1 y 2 de noviembre para mitigar los daños a su edificio y equipo. A medida que el tifón se acercaba al país, el Instituto Filipino de Vulcanología y Sismología había emitido avisos advirtiendo sobre una posible contaminación por lahar de ríos cercanos y áreas de drenaje cerca del Monte Pinatubo, el Volcán Mayon y el Volcán Taal.
En la mañana del 31 de octubre, PAGASA emitió una señal de advertencia de ciclón tropical # 3 para Catanduanes, con la misma señal para las partes del noreste de Albáy y Camarines Sur unas horas más tarde. Los gobiernos locales de Camarines Sur comenzaron las evacuaciones forzadas, y el Consejo Provincial de Reducción y Gestión del Riesgo de Desastres de la provincia esperaba la evacuación de 20.000 familias antes del mediodía. Al mediodía, el gobierno de Camarines Norte había evacuado a 6.645 personas de 75 aldeas de las 159.000 previstas. En la región de Bicol, el Departamento de Bienestar Social y Desarrollo, junto con las agencias locales de respuesta a desastres, preparó paquetes de alimentos por valor de 8,3 millones, artículos no alimentarios por valor de 26,42 millones y 3 millones en fondos de reserva. También se prepararon centros de evacuación en Aurora, con algunos edificios escolares designados para su uso como refugios. En Metro Manila, los alcaldes de las ciudades constituyentes han comenzado sus propios preparativos para el próximo tifón, como detener la construcción y ordenar el desmantelamiento de carpas y otras estructuras al aire libre. La Oficina de Gestión y Reducción del Riesgo de Desastres de Manila ha preparado botes de rescate para posibles operaciones de rescate.
Por la tarde, PAGASA emitió la primera advertencia de ciclón tropical de la Señal # 4 del año en Catanduanes y la parte este de Camarines Sur, y en la parte norte de Albay unas horas más tarde. Al final del día, casi un millón de personas fueron evacuadas: 749.000 de Albay y 200.000 de Camarines Sur; esto superó el número de personas evacuadas antes del tifón Haiyan en 2013. La Autoridad del Aeropuerto Internacional de Manila anunció que el Aeropuerto Internacional Ninoy Aquino estaría cerrado temporalmente durante 24 horas, a partir de las 10:00 a. m. del día siguiente. Cierres en los puertos dejaron 1.300 pasajeros varados en Bicol y Visayas Oriental. A primera hora de la mañana del 1 de noviembre, PAGASA elevó la Señal # 5 en Catanduanes, Camarines Norte y la parte este de Camarines Sur.

## Récords
Al tocar tierra, el Centro Conjunto de Advertencia de Tifones (JTWC) estimó que los vientos sostenidos de 1 minuto de Goni eran de 315 km/h (195 mph), el más alto de cualquier ciclón tropical que tocó tierra en todo el mundo, y se relacionó con las velocidades máximas del viento del tifón Haiyan y el tifón Meranti como las más altas estimadas de manera confiable. en el hemisferio oriental.

## Repercursiones

### Nombre retirado
- Después de exceder el requisito de daños de ₱1 mil millones, PAGASA anunció que el nombre Rolly sería retirado y no se usará para las siguientes temporadas futuras. En enero de 2021 PAGASA eligió el nombre de Romina para reemplazar el nombre retirado en la Temporada de 2024.[39]